# Еврейский отличительный знак
Еврейский отличительный знак — специальный опознавательный символ, к ношению которого евреи принуждались с целью позорить их и выделить из среды прочего населения, чтобы сделать уязвимыми.
В качестве отличительного знака могла предписываться специальная одежда, но чаще такой знак вешался на одежду. Вводились знаки разных форм, цвета и размера. Впервые введён в мусульманских странах, вероятно, в VIII веке. В христианских странах история такого знака известна начиная с Четвёртого Латеранского собора 1215 года. Знак предписывался евреям различными светскими и церковными постановлениями, которые, однако не всегда строго выполнялись. С конца XVI века практика ношения отличительных знаков начинает исчезать. Формально законы о еврейских знаках отменялись в конце XVIII века, что было связано с эмансипацией евреев.
С 1939 года различные отличительные знаки для евреев вводились нацистами на большинстве подконтрольных им территорий. Идея еврейского знака была почерпнута нацистами из Средневековья. Основными целями были изоляция евреев от нееврейского населения и ограничение свободы передвижения евреев. В Восточной Европе нацистам удалось полностью достигнуть этих целей, в результате чего еврейский знак был эффективным средством, которое в дальнейшем служило для тотального истребления евреев. Одним из наиболее поздних и наиболее известным в настоящее время еврейским отличительным знаком является жёлтая звезда.

## Ислам
Отличительный знак религиозных меньшинств впервые вводится в исламских странах, предположительно, в VIII веке, когда немусульмане обязывались носить одежду особых цветов и форм. Эта одежда именовалась араб. гияр‎ («отличительные знаки»). Указ не всегда реализовывался в полной мере, но в 850 году, в правление халифа ал-Мутаваккила, его подтвердил особый декрет и он строго выполнялся. С этого периода закон об отличительном знаке оставался в силе на протяжении многих столетий, однако выполнялся также с различной степенью строгости. Вводились одежда и иные отличительные знаки, которые были различны для евреев и христиан. Например, в 887 или 888 году сарацинский правитель Сицилии повелел евреям носить на одеждах и прикреплять на дверях своих домов вырезанное из ткани изображение осла, а также носить специальный головной убор и пояс желтого цвета; а христианам — устанавливать на дверях домов изображение свиньи. С течением времени жёлтый цвет одежд и их деталей всё чаще предписывался для ношения евреям, тогда как зелёный (цвет ислама) запрещался для них. Еврей, посещающий баню, обязан был надевать отличительный знак на шею. В землях Северной Африки даже принявшие ислам евреи в некоторых случаях принуждались к ношению отличительных знаков. Указы о ношении отличительного знака или особой одежды для евреев действовали в исламском мире до XIX века, в Йемене — до середины XIX века.

## Христианство
В христианском мире история еврейского отличительного знака известна по историческим источникам начиная с Четвёртого Латеранского собора (1215), постановившего, что в целях избежания греховных связей между христианами и иноверцами вследствие или под предлогом неведения, евреям и мусульманам следует носить отличительную одежду, «как то повелевает Моисей». Отсылка к библейскому закону (Лев. 19:19) и место этого постановления в ряду других соборных правил, которые касаются евреев, свидетельствуют, что это решение направлено прежде всего против евреев. Соборное поставление выполнялось в разных европейских странах по-разному как в плане вида отличительного знака, так и во времени его введения.
В 1217 году папский легат в южной Франции предписал евреям ношение на верхней одежде круглого отличительного знака (рота́ — букв. «колесо»), но вскоре это распоряжение отменили. В 1219 году французский король Филипп II Август велел, чтобы евреи носили отличительные знаки, предположительно, той же формы. Ряд церковных соборов — в Нарбонне (1227), в Руане (1231), в Арле (1234), в Безье (1246), в Альби (1254) и др. — своими постановлениями подтверждали указы об обязательном ношении евреями специального отличительного знака. В 1269 году король Франции Людовик IX Святой выпустил об этом эдикт, который распространялся на всю Францию. Эдикт подтверждали затем Филипп III Смелый, Филипп IV Красивый (который обязал евреев каждый год покупать отличительные знаки у королевских сборщиков налогов), Людовик X, Филипп V и другие французские короли, а также церковные соборы в Понт-Одмере (1279), Ниме (1284) и др. Каждый еврей с семи или 13 лет обязан был носить на груди круглый отличительный знак жёлтого или красно-белого цвета. Нарушителю следовало отдать свои одежды уличившему его. При повторном нарушении предусматривался тяжёлый штраф.
В христианской Испании светские властями вскоре после постановления Четвёртого Латеранского собора ввели предписание об обязательном ношении евреями отличительного знака, называемого «знаком позора». В 1218 году папа Гонорий III поручил епископу Толедо следить, чтобы указ неукоснительно выполнялся. Испанские евреи отвергли ношение этого знака и некоторые из них угрожали, что переселятся в часть Испании, подвластную мусульманам. По этой причине по просьбе кастильского короля Фердинандо III папа разрешил приостановить действие этого указа в Кастилии. Время от времени принимались новые постановления о еврейском отличительном знаке, в том числе в Арагоне (1228), в Наварре (1234), в Португалии (1325). Придворных евреев нередко освобождали от данной обязанности. В 1263 году кастильский король Альфонс X Мудрый в наказание за несоблюдение предписания об отличительном знаке ввёл взимание штрафов и порку. В 1268 году евреев Арагона освободили от обязательного ношения отличительного знака, взамен их обязали носить специальную круглую шапку (капа ротунда). В 1405 году в Кастилии вводилось обязанность ношения евреями, в том числе придворными, отличительного знака; в 1412 году также — особой одежды, а позднее — также длинных волос и бороды. В 1393 году евреи Арагона обязывались носить определённые одежды. В 1476 году кортесы постановили обязательное ношение отличительного знака по всей Испании.
В Великобритании отличительный знак для евреев был введён в 1218 году, что в 1253 году подтвердил своим указом король Генрих III. В 1257 году королевский указ ввёл форму и размер отличительного знака: предписывалось ношение вырезанного из жёлтой ткани изображения Скрижалей Завета размером в шесть пальцев по высоте и три по ширине. Этот знак следовало носить на левой стороне груди каждому еврею начиная с семи лет.
В папских владениях постановление Четвёртого Латеранского собора о еврейском отличительном знаке первоначально не выполнялось со всей строгостью, однако это соборное правило было подтверждено в Риме. Ещё в 1221—1222 годах император Фридрих II Гогенштауфен повелел евреям королевства Сицилия носить светло-голубой знак в форме буквы «Т», а также отращивать бороды. В том же году еврейский знак вводится в Пизе и, предположительно, в некоторых других областях Италии. В 1257 году папа Александр IV обязал евреев носить в папских владениях знак в виде кружка из жёлтой ткани размером с ладонь. Ношение предписывалось на верхней одежде; женщинам следовало прикреплять к своему головному покрывалу две голубые ленты. В 1360 году городскими властями Рима вводился устав, предписывающий всем евреям мужского пола, исключая врачей, носить специальную красную шапку, женского — красный передник. За обеспечением выполнения устава должны были следить специальные инспекторы. В Сицилии такая должность была введена со времени установления отличительного знака. Нарушители в Риме штрафовались на 11 эскудо, причём половину суммы получал доносчик. В 1402 году устав пересмотрели, отменив вознаграждение доносчику и разрешив евреям не носить отличительную одежду на территории гетто. В других областях Италии ношение еврейского знака вводили лишь спорадически. В 1555 году булла Cum nimus absurdum («Поскольку слишком нелепо…») папы Павла IV вводила обязательное ношение специального знака также в еврейских гетто. Это установление в ближайшее время переняли во всех землях Италии, исключая Ливорно. В Италии это предписание десйтвовало вплоть до французской революции. В Риме и папских владениях в землях южной Франции отличительными одеждами для евреев были шапка для мужчин и жёлтый головной убор для женщин; во владениях Венеции — красный. В Кандии на Крите, которая также находилась под властью Венеции, предписывалось помечать специальным знаком еврейские лавки. Давид д’Асколи, который в 1559 году опубликовал на латыни протест против данного унизительного закона, был жестоко наказан, его письменная работа была уничтожена.
Швабское зерцало, юридический кодекс, возникший в Швабии в 1275/76, предполагает, что евреи в средневековой Германии XIII века не носили одежду, которая отличала бы их от их христианских соседей: «Евреи должны носить остроконечные шляпы. Таким образом, их можно отличить от христиан, так что в них можно узнать евреев». Основываясь на ряде изобразительных и письменных источниках, предполагается что евреи, как правило, следовали общим тенденциям в моде. К тринадцатому веку в моде началась тенденция стирания различий во внешности между различными социальными группами в городской среде, что затрудняло их различение. Источники сообщают о христианах, которые были разочарованы, когда они приветствовали кого-то, кого они считали священнослужителем, с большим уважением, а потом узнавали, что он был евреем. Всё чаще звучали призывы к введению определённых кодексов одежды, чтобы сделать социальные группы внешне узнаваемыми. Эти призывы были направлены на укрепление социальной иерархии посредством одежды и символов и предполагали дифференциацию между членами различных ремесленных гильдий, идентификацию священнослужителей и евреев. В результате христианские чиновники и церковь вновь заявили о необходимости для евреев носить отличительные знаки. Одним из таких знаков, самым заметным в Германской империи, была остроконечная шляпа (лат. pileum cornutum), которую должны были носить еврейские мужчины.
В Германии и других областях Священной Римской империи в еврейский костюм входил остроконечный колпак, который евреи первоначально носили, видимо, добровольно. Во второй половине XIII века на основании решения церковных соборов в Бреслау и Вене (1267) ношение «еврейского» колпака стало обязательным для евреев в землях Силезии, Польши и Австрии. В 1279 году решения церковного собора в Офене (Будапеште) предписали местным евреям ношение на груди отличительного знака в виде колеса. В Германии принудительное ношение собственно специального знака — жёлтого круга на груди для мужчин, желтого остроконечного колпака для женщин — впервые вводилось в 1434 году в Аугсбурге. В 1530 году закон распространили на всю Германию. В 1551 году он вводится также в Австрии. В этой стране ещё в правление Марии-Терезии (1740—1780) евреи Праги обязывались носить поверх одежды жёлтый воротник.

## Период эмансипации
С конца XVI века новые еврейские общины, которые сформировались в странах Западной Европы, а затем также в Америке не принуждались к ношению каких-либо отличительных знаков. В Польше, где евреи проживали обособленно, также не предписывалось отличительного знака, исключая некоторые крупные города, находившиеся под немецким влиянием. В XVII веке законы о еврейских знаках аннулировались в ряде германских областей и в Вене (1624). В течение XVIII века в большинстве европейских стран еврейские знаки постепенно вышли из употребления, обычно не будучи при этом формально отменены. В Венеции только раввины и представители старого еврейского поколения продолжали носить красные шапки по своему желанию.
Формально законы о еврейских знаках отменялись в конце XVIII века, что было связано с эмансипацией евреев. Так, в 1781 году Иосиф II отменил еврейский знак на всех землях, которые принадлежавших австрийской короне. В папских владениях в землях южной Франции жёлтую шапку упразднили в 1791 году после установления контроля над этими территориями революционным правительством. Тем не менее, некоторыми евреями жёлтые шапки носились до времени официального запрета. В папских владениях в Италии обязанность евреев носить отличительный знак была подтверждена в 1793 году, и только когда в 1796—1797 годах французская революционная армия вошла в Италию, отличительные знаки были упразднены наряду с гетто. В память о жёлтом еврейском знаке и жёлтой «еврейской шапке» основатель политического сионизма Теодор Герцль использовал жёлтый цвет для обложки первого сионистского периодического издания «Ди Вельт».

## Период Холокоста
Впервые в нацистской Германии отличительный знак для евреев предложил использовать Рейнхард Гейдрих после погромов «Хрустальной ночи» в ноябре 1938 года. В 1938 году нацисты предписали евреям — владельцам магазинов выставлять в своих витринах надпись «еврейское предприятие». После оккупации Польши нацистские власти обязали евреев носить отличительный знак. Инициатором этого выступил комендант Влоцлавека, оберфюрер СС Кремер, который 24 октября 1939 года приказал всем евреям этого города носить на спине жёлтый треугольник, имеющий размер не менее 15 см. Вслед за ним немецкими властями были введены еврейские знаки на других оккупированных территориях Восточной Европы. Эта мера была с энтузиазмом встречена польским населением и получила официальное одобрение. 23 ноября последовал приказ генерал-губернатора Ганса Франка, обязывающий начиная с 1 декабря 1939 года носить отличительный знак всех евреев генерал-губернаторства.
Все евреи старше 12 лет обязывались носить на рукаве белые повязки шириной не менее 10 см, дополненные голубой шестиконечной звездой. В ряде областей приказ действовал ранее, например, в Кракове — с 18 ноября 1939 года. В различных областях генерал-губернаторства и на территории Польши, которая была аннексирована Германией, получили распространение разные знаки, бывшие вариациями на одну тему. Из Польши еврейский знак распространился почти на все контролируемые нацистами территории. В 1941 году СС отдала приказ евреям носить знак в виде жёлтой шестиконечной звезды шириной 10 см спереди, на левой стороне груди, и на спине. На оккупированных территориях СССР евреи также должны были носить специальные знаки.
На землях собственно Третьего рейха приказ о еврейском знаке вышел 1 сентября 1941 года и вступил в силу 19 сентября. Еврейский знак также стал нормой и в других странах, которые были под контролем нацистов или являлись их союзниками. Он распространялся на территории Богемии, Моравии и Словакии. С мая 1942 года закон действовал в Нидерландах закон, с июля 1942 года — в Бельгии и Франции, с сентября 1942 года — в Болгарии, с февраля 1943 года — в Греции, с апреля 1944 года — в Венгрии. Еврейский знак был введён в некоторых областях Румынии.
Среди еврейских знаков чаще всего были представлены: жёлтый маген-Давид, в которую вписывалась буква J или слово нем. Jude («еврей», «жид»), белая нарукавная повязка, на который находился голубой маген-Давид; маген-Давид различных цветов, имеющий надпись или без неё; желтый значок в форме маген-Давида; металлический жетон с буквой J в виде жёлтого треугольника или жёлтого круга.
Евреи должны были самостоятельно покупать и раздавать установленные отличительные знаки. Если еврея останавливали без знака на одежде, его надлежало оштрафовать, подвергнуть тюремному заключению или расстрелять. В некоторых гетто евреями, принадлежавшим к определённым рабочим привилегированным группам, выдавались особые знаки, которые отличали их от других евреев, включая евреев-полицейских, врачей, работников юденрата и фабричных рабочих. Евреи в концлагерях носили те же знаки, что и политзаключенные, но с нашитым знаком в виде жёлтого треугольника или полосы.
Идея еврейского знака была почерпнута нацистами из Средневековья. Введение опознавательных знаков имело моральное значение, наглядно свидетельствуя о переходе евреев в положение изгоев. Но основными целями были изоляция евреев от нееврейского населения и ограничение свободы передвижения евреев. В Восточной Европе нацистам удалось полностью достигнуть этих целей, в результате чего еврейский знак был эффективным средством, которое в дальнейшем служило для тотального истребления евреев.
В Западной Европе реакция населения на еврейский знак была менее однозначной. Своих западноевропейских сателлитов немцам было сложнее убедить в необходимости этих знаков. Правительство Виши отказалось издать такой указ на неоккупированных территориях, заявив, что уже принятых мер против евреев достаточно, а специальный еврейский знак может вызвать недовольство французов. Тем не менее, указ действовал в оккупированных частях Франции. Жители Дании были настроены резко против антиеврейских мер, поэтому нацисты даже не предпринимали попыток сделать еврейский знак обязательным в Дании. Существует легенда, что сам датский король Кристиан X надел жёлтую звезду, выражая солидарности с евреями Дании. Эта история вымышлена, однако король действительно выразил твердую решимость защитить своих еврейских подданных.
Негативная реакция на указ о введении еврейского знака последовала как от евреев, так и от неевреев. Почти все польские евреи подчинились приказу, подкреплённому угрозой жестокого наказания. Дневники отразили горечь и ожесточение тех, кого принудили носить знак. В Германии введение отличительного знака привело к волне самоубийств. Многие французские евреи отказались подчиниться указу, а некоторые французы носили звезду Давида, выражая солидарность с евреями. Французская полиция не настаивала на исполнении приказа. Еврейский знак носился многими голландцами из солидарности с согражданами-евреями. В Голландии ряд подпольных газет, выражая солидарность с евреями, напечатали 300 тысяч звезд с надписью «Нет различия между евреями и неевреями».
В 1940 году под давлением немецких союзников японскими оккупационными властями в Пекине в паспортах евреев была введена особая отметка, идентичная нацистской «J», как это делалось в Германии и в ряде стран-сателлитов. Однако Национальному совету евреев Восточной Азии под председательством А. Кауфман в том же году удалось добиться отмены этого знака.

## В изобразительном искусстве
Изображения евреев и иудаизма были своеобразными явлениями в средневековом христианском искусстве. Способ идентификации евреев на этих изображениях зависел от использования внешних признаков, включая специальные еврейские знаки, «еврейскую шапку» и другие символы.
Литературные источники и искусство поздней Античности и раннего Средневековья ещё не знали специфического еврейского типа внешности. Ни в литературе, ни в искусстве не утверждалось, что евреи имеют узнаваемую внешность, выражение лица или жесты, которые отличали бы их от других. Различия связывались исключительно с религиозными и социальными практиками. Так называемый еврейский тип возник как конструкция ненависти к евреям, которая утверждала, что евреев следует сначала изолировать, опознав по физическим особенностям, а затем присвоить им особый подчинённый статус. Представления, что евреев можно отличить от других по бледной коже, крючковатым носам и другим признакам, развивалось параллельно с попытками сделать их легко идентифицируемыми с помощью навязанных символов.
Наиболее выдающимся физиогномическим аспектом, связанным с антиеврейскими образами, было изобретение «еврейского носа». Традиционный атрибут инаковости, уродства приписывался всем евреям. Идея, что еврея можно идентифицировать при помощи его же собственной особенно «уродливой» части тела, является современной, а не средневековой. Она восходит к периоду не раньше XVII века. Развитие физиогномической стигматизации произошло вместе с постепенной отменой дискриминационных предписаний, принуждавших евреев носить специальные знаки и особую одежду.
Известен выполненный пером шарж на некоего еврея Матеса, наделённого отличительным знаком на груди, найденный на уставе ратуши (после 1551 года; Городской архив, Прага). В XIX веке иллюстрированные юмористические журналы сделали шаблонными стереотипные еврейские фигуры, наделённые в числе прочего отличительными знаками.